# زكرياء الإسماعيلي العلوي
زكرياء الإسماعيلي العلوي (ولد في 12 نوفمبر 1989 في الدار البيضاء، المغرب) لاعب كرة قدم مغربي يجيد اللعب في مركز قلب الدفاع. يلعب حاليا لصالح الأهلي البحريني منذ 2022.

## المسيرة الرياضية

### الأندية
بدأ الإسماعيلي مسيرته الرياضية في الوداد البيضاوي المغربي. في موسمه الأول 2008-2009 وفي بطولة دوري الدرجة الأولى ساهم في احتلال فريقه المركز الرابع برصيد 50 نقطة من 30 مباراة بفارق 11 نقطة عن البطل الرجاء. وفي بطولة كأس العرش ساهم في وصول فريقه إلى الدور الربع النهائي عندما خسر من الجيش الملكي بركلات الترجيح. وفي بطولة دوري أبطال العرب ساهم في وصول فريقه إلى المباراة النهائية عندما خسر من الترجي التونسي 1-2 في مجموع المباراتين.
في موسمه الثاني والأخير 2009-2010 وفي بطولة دوري الدرجة الأولى ساهم في تتويج فريقه بالبطولة بعدما تصدر الترتيب برصيد 54 نقطة من 30 مباراة ليحقق الإسماعيلي أولى بطولاته الشخصية. وفي بطولة كأس العرش خرج فريقه من الجولة الأولى عندما خسر في الدور32 من القنيطري 2-4.
في 1 أغسطس 2010 انتقل الإسماعيلي من الوداد إلى الرجاء المغربي في صفقة انتقال حر. في موسمه الوحيد 2010-2011 وفي بطولة دوري الدرجة الأولى ساهم في تتويج فريقه بالبطولة بعدما تصدر الترتيب برصيد 60 نقطة من 30 مباراة ليحقق الإسماعيلي ثاني بطولاته الشخصية. وفي بطولة كأس العرش خرج فريقه من الجولة الأولى عندما خسر في الدور32 من أولمبيك أسفي 2-3. وفي بطولة دوري أبطال أفريقيا ساهم في وصول فريقه إلى دور المجموعات (الدور الربع النهائي) عندما خرج منه باحتلاله المركز الرابع الأخير في المجموعة الأولى برصيد ثلاث نقاط من ست مباريات.
في 1 يوليو 2011 انتقل الإسماعيلي من الرجاء إلى المكناسي المغربي في صفقة انتقال حر. في موسمه الأول 2011-2012 وفي بطولة دوري الدرجة الأولى ساهم في احتلال فريقه المركز الحادي عشر برصيد 35 نقطة من 30 مباراة بفارق سبع نقاط عن منطقة الهبوط. وفي بطولة كأس العرش ساهم في وصول فريقه إلى المباراة النهائية عندما خسر من المغرب الفاسي 0-1. وفي بطولة كأس الكونفيدرالية الأفريقية ساهم في وصول فريقه إلى الدور الثمن النهائي عندما خسر من الملعب المالي 2-4 في مجموع المباراتين.
في موسمه الثاني والأخير 2012-2013 وفي بطولة دوري الدرجة الأولى ساهم في احتلال فريقه المركز الخامس عشر قبل الأخير برصيد 25 نقطة من 30 مباراة بفارق نقطتين عن منطقة الأمان وبالتالي الهبوط إلى الدرجة الثانية. وفي بطولة كأس العرش ساهم في وصول فريقه إلى الدور الثمن النهائي عندما خسر من شباب الريف الحسيمي 0-1.
في 19 أغسطس 2013 انتقل الإسماعيلي من المكناسي إلى المغرب الفاسي المغربي في صفقة انتقال حر. في موسمه الأول 2013-2014 وفي بطولة دوري الدرجة الأولى ساهم في احتلال فريقه المركز الرابع عشر برصيد 31 نقطة من 30 مباراة بفارق نقطتين عن منطقة الهبوط. وفي بطولة كأس العرش خرج فريقه من الجولة الأولى عندما خسر في الدور الثمن النهائي من شباب أطلس خنيفرة 0-1. وفي بطولة كأس الكونفيدرالية الأفريقية خرج فريقه من الجولة الأولى عندما خسر في الدور32 من ميدياما 2-4 في مجموع المباراتين.
في موسمه الثاني 2014-2015 وفي بطولة دوري الدرجة الأولى ساهم في احتلال فريقه المركز العاشر برصيد 36 نقطة من 30 مباراة. وفي بطولة كأس العرش ساهم في وصول فريقه إلى الدور النصف النهائي عندما خسر من نهضة بركان 0-2 في مجموع المباراتين. وفي بطولة كأس الكونفيدرالية الأفريقية خرج فريقه من الجولة الأولى عندما خسر في الدور32 من ميدياما 2-4 في مجموع المباراتين.
في موسمه الثالث 2015-2016 وفي بطولة دوري الدرجة الأولى ساهم في احتلال فريقه المركز السادس عشر الأخير برصيد 29 نقطة من 30 مباراة بفارق نقطة واحدة عن منطقة الأمان وبالتالي الهبوط إلى الدرجة الثانية. وفي بطولة كأس العرش ساهم في وصول فريقه إلى الدور الربع النهائي عندما خسر من الرجاء بركلات الترجيح بعد تعادلهما 2-2 في مجموع المباراتين.
في موسمه الرابع والأخير 2016-2017 وفي بطولة دوري الدرجة الثانية ساهم في حصد فريقه 23 نقطة من 15 مباراة. وفي بطولة كأس العرش ساهم في تتويج فريقه بالبطولة بعدما تغلب في المباراة النهائية على أولمبيك أسفي 2-1 ليحقق الإسماعيلي ثالث بطولاته الشخصية.
في 10 يناير 2017 انتقل الإسماعيلي من المغرب الفاسي إلى المغرب التطواني المغربي في صفقة انتقال حر. في موسمه الأول 2016-2017 وفي بطولة دوري الدرجة الأولى ساهم في احتلال فريقه المركز الثاني عشر برصيد 34 نقطة من 30 مباراة بفارق ست نقاط عن منطقة الهبوط.
في موسمه الثاني 2017-2018 وفي بطولة دوري الدرجة الأولى ساهم في حصد فريقه ست نقاط من 15 مباراة محتلا المركز السادس عشر الأخير. وفي بطولة كأس العرش خرج فريقه من الجولة الأولى عندما خسر في الدور32 من جمعية سلا بقاعدة الأهداف خارج الأرض بعد تعادلهما 2-2 في مجموع المباراتين.
في 4 يناير 2018 انتقل الإسماعيلي من المغرب التطواني إلى السويق العماني في صفقة انتقال حر. في موسمه الوحيد 2017-2018 وفي بطولة دوري الدرجة الممتازة ساهم في تتويج فريقه بالبطولة بعدما تصدر الترتيب برصيد 63 نقطة من 26 مباراة ليحقق الإسماعيلي رابع بطولاته الشخصية. وفي بطولة كأس السلطان ساهم في وصول فريقه إلى الدور الربع النهائي عندما خسر من السيب 0-1 في مجموع المباراتين. وفي بطولة كأس الاتحاد الآسيوي فشل في التأهل إلى الدور النصف النهائي لمنطقة غرب آسيا بعدما احتل المركز الرابع الأخير في المجموعة الأولى بدون رصيد من النقاط من ست مباريات خلف الجزيرة الأردني والقوة الجوية العراقي والمالكية البحريني.
في 1 أغسطس 2018 انتقل الإسماعيلي من السويق إلى نفط الوسط العراقي في صفقة انتقال حر. في موسمه الأول 2018-2019 وفي بطولة دوري الدرجة الممتازة ساهم في حصد فريقه 20 نقطة من 15 مباراة. وفي بطولة كأس العراق ساهم في وصول فريقه إلى الدور الثمن النهائي عندما خسر من أمانة بغداد بركلات الترجيح بعد تعادلهما 0-0 في مجموع المباراتين.
في 15 فبراير 2020 انتقل الإسماعيلي من نفط الوسط إلى القاسم العراقي في صفقة انتقال حر. في موسمه الأول 2020-2021 وفي بطولة دوري الدرجة الممتازة ساهم في احتلال فريقه المركز الخامس عشر برصيد 41 نقطة من 38 مباراة بفارق أربع نقاط عن منطقة الهبوط. وفي بطولة كأس العراق ساهم في وصول فريقه إلى الدور الثمن النهائي عندما خسر من نفط البصرة 0-1.
في موسمه الثاني والأخير 2021-2022 وفي بطولة دوري الدرجة الممتازة ساهم في حصد فريقه 15 نقطة من 15 مباراة. وفي بطولة كأس العراق ساهم في وصول فريقه إلى الدور الثمن النهائي عندما خسر من الزوراء 0-1.
في 1 يناير 2022 انتقل الإسماعيلي من القاسم إلى الاتحاد البيضاوي المغربي في صفقة انتقال حر. في موسمه الوحيد 2021-2022 وفي بطولة دوري الدرجة الثانية ساهم في احتلال فريقه المركز الخامس عشر قبل الأخير برصيد 34 نقطة من 30 مباراة بفارق الأهداف عن منطقة الأمان وبالتالي الهبوط إلى الدرجة الثالثة (دوري الهواة).
في 1 يوليو 2022 انتقل الإسماعيلي من الاتحاد البيضاوي إلى الأهلي البحريني في صفقة انتقال حر.

## الإنجازات

### الأندية
- الوداد البيضاوي
  - دوري الدرجة الأولى (1): 2009-2010
- الرجاء البيضاوي
  - دوري الدرجة الأولى (1): 2010-2011
- المغرب الفاسي
  - كأس العرش (1): 2016
- السويق
  - دوري الدرجة الممتازة (1): 2017-2018